# Giberto da Correggio di Maurizio

Stemma dei principi di Correggio.

Giberto da Correggio (Correggio, 18 novembre 1653 – Viadana, 26 gennaio 1707) è stato un nobile italiano, pretendente al Principato di Correggio.

## Biografia
Era figlio di Maurizio da Correggio e di Eleonora Gonzaga di Vescovato.
Dopo la morte del padre, intese richiedere alla corte imperiale la restituzione del feudo del Principato di Correggio. Per questo inviò a Vienna il frate francescano Bonaventura Alari, col quale venne a litigare, scrivendo libelli ingiuriosi. L'imperatore emise due sentenze a lui contrarie nel 1695 e nel 1698 perdette il titolo di principe del SRI. Si recò personalmente a Vienna, ma senza esito.
Morì a Viadana nel 1707, forse avvelenato.

## Discendenza
Giberto sposò in prime nozze Barbara (?-1676) Guidi di Bagno e in seconde nozze Polissena Pavesi (?-1694), dalla quale ebbe quattro figli:
- Camillo (1685-1711), pretendente al Principato di Correggio, ultimo membro della casata Da Correggio.[3] Presentò nel 1709 alla Camera Imperiale una memoria per la restituzione del Principato di Correggio;
- Margherita (1684-1708), sposò il Marchese Fabio Antonio Stancari Fibbia Fabbri di Bologna;
- Teresa (1688-1719), sposò il nobile Alessandro Arrivabene;
- Anna (1691-1717), sposò il marchese Francesco Antonio Sessi di Rolo;

## Ascendenza
|                                          |                                         |                                                | Genitori                                     |  |  | Nonni |  |  | Bisnonni                    |  |  | Trisnonni                       |  |
|                                          |                                         |                                                |                                              |  |  |       |  |  | Camillo, conte di Correggio |  |  | Manfredo II, conte di Correggio |  |
|                                          |                                         |                                                |                                              |  |  |       |  |  | Camillo, conte di Correggio |  |  | Manfredo II, conte di Correggio |  |
|                                          |                                         | Lucrezia d'Este                                |                                              |  |  |       |  |  | Camillo, conte di Correggio |  |  |                                 |  |
| Giovanni Siro, I principe di Correggio   |                                         |                                                |                                              |  |  |       |  |  | Camillo, conte di Correggio |  |  |                                 |  |
|                                          |                                         | Francesca Mellini                              | Pietro Mellini                               |  |  |       |  |  |                             |  |  |                                 |  |
|                                          |                                         | Francesca Mellini                              | Pietro Mellini                               |  |  |       |  |  |                             |  |  |                                 |  |
|                                          |                                         | Francesca Mellini                              | Bianca Castagna                              |  |  |       |  |  |                             |  |  |                                 |  |
| Maurizio, principe titolare di Correggio |                                         | Francesca Mellini                              |                                              |  |  |       |  |  |                             |  |  |                                 |  |
|                                          |                                         | Antonio Pennoni                                | …                                            |  |  |       |  |  |                             |  |  |                                 |  |
|                                          |                                         | Antonio Pennoni                                | …                                            |  |  |       |  |  |                             |  |  |                                 |  |
|                                          |                                         | Antonio Pennoni                                | …                                            |  |  |       |  |  |                             |  |  |                                 |  |
| Anna Pennoni                             |                                         | Antonio Pennoni                                |                                              |  |  |       |  |  |                             |  |  |                                 |  |
|                                          |                                         | …                                              | …                                            |  |  |       |  |  |                             |  |  |                                 |  |
|                                          |                                         | …                                              | …                                            |  |  |       |  |  |                             |  |  |                                 |  |
|                                          |                                         | …                                              | …                                            |  |  |       |  |  |                             |  |  |                                 |  |
| Giberto, principe titolare di Correggio  |                                         | …                                              |                                              |  |  |       |  |  |                             |  |  |                                 |  |
|                                          | Carlo Gonzaga, II marchese di Vescovato | Sigismondo II Gonzaga, I marchese di Vescovato |                                              |  |  |       |  |  |                             |  |  |                                 |  |
|                                          | Carlo Gonzaga, II marchese di Vescovato | Sigismondo II Gonzaga, I marchese di Vescovato |                                              |  |  |       |  |  |                             |  |  |                                 |  |
|                                          | Carlo Gonzaga, II marchese di Vescovato | Lavinia Rangoni                                |                                              |  |  |       |  |  |                             |  |  |                                 |  |
| Gian Sigismondo Gonzaga di Vescovato     | Carlo Gonzaga, II marchese di Vescovato |                                                |                                              |  |  |       |  |  |                             |  |  |                                 |  |
|                                          |                                         | Emilia Olimpia Ferrero-Fieschi                 | Besso Ferrero-Fieschi, marchese di Masserano |  |  |       |  |  |                             |  |  |                                 |  |
|                                          |                                         | Emilia Olimpia Ferrero-Fieschi                 | Besso Ferrero-Fieschi, marchese di Masserano |  |  |       |  |  |                             |  |  |                                 |  |
|                                          |                                         | Emilia Olimpia Ferrero-Fieschi                 | Camilla Sforza di Santa Fiora                |  |  |       |  |  |                             |  |  |                                 |  |
| Eleonora Gonzaga di Vescovato            |                                         | Emilia Olimpia Ferrero-Fieschi                 |                                              |  |  |       |  |  |                             |  |  |                                 |  |
|                                          |                                         | Ferdinando Agnelli Soardi                      | …                                            |  |  |       |  |  |                             |  |  |                                 |  |
|                                          |                                         | Ferdinando Agnelli Soardi                      | …                                            |  |  |       |  |  |                             |  |  |                                 |  |
|                                          |                                         | Ferdinando Agnelli Soardi                      | …                                            |  |  |       |  |  |                             |  |  |                                 |  |
| Margherita Agnelli Soardi                |                                         | Ferdinando Agnelli Soardi                      |                                              |  |  |       |  |  |                             |  |  |                                 |  |
|                                          |                                         | …                                              | …                                            |  |  |       |  |  |                             |  |  |                                 |  |
|                                          |                                         | …                                              | …                                            |  |  |       |  |  |                             |  |  |                                 |  |
|                                          |                                         | …                                              | …                                            |  |  |       |  |  |                             |  |  |                                 |  |
|                                          |                                         | …                                              |                                              |  |  |       |  |  |                             |  |  |                                 |  |